# 蜘蛛女のキス (映画)
『蜘蛛女のキス』（くもおんなのキス、英題：Kiss of the Spider Woman, ポルトガル語題：O Beijo da Mulher-Aranha）は、1985年のアメリカ合衆国とブラジルの合作による映画。

## 概要
アルゼンチンの作家マヌエル・プイグが1976年に発表した同名の小説を、アメリカ合衆国の脚本家レナード・シュレイダーが脚色した。
主演のウィリアム・ハートは第58回アカデミー賞の主演男優賞をはじめ、各国の賞をさらった。

## キャスト
- ルイス・モリーナ - ウィリアム・ハート
- ヴァレンティン・アレグイ - ラウル・ジュリア
- レニ / マルタ / 蜘蛛女 - ソニア・ブラガ
- 刑務所長 - ホセ・レーゴイ（英語版）
- 秘密警察の警官 - ミルトン・ゴンサルヴェス（英語版）
- モリーナの母 - ミリアム・ピレス（英語版）
- ガブリエル - ヌノ・リアル・マイア（英語版）： モリーナが片想いをした既婚の給仕。
- ヴェルナー - ハーソン・カプリ（英語版）： ナチの将校。レニと恋仲になる。
- ミシェル - デニース・デュモン（英語版）： レニの親友。

## 受賞とノミネート
| 賞・映画祭                   | 部門                     | 候補者                 | 結果       |
| ---------------------------- | ------------------------ | ---------------------- | ---------- |
| アカデミー賞                 | 作品賞                   | デヴィッド・ワイズマン | ノミネート |
| アカデミー賞                 | 監督賞                   | エクトール・バベンコ   | ノミネート |
| アカデミー賞                 | 主演男優賞               | ウィリアム・ハート     | 受賞       |
| アカデミー賞                 | 脚色賞                   | レナード・シュレイダー | ノミネート |
| 英国アカデミー賞             | 主演男優賞               | ウィリアム・ハート     | 受賞       |
| カンヌ国際映画祭             | 男優賞                   | ウィリアム・ハート     | 受賞       |
| ゴールデングローブ賞         | 主演男優賞（ドラマ部門） | ウィリアム・ハート     | ノミネート |
| ゴールデングローブ賞         | 主演男優賞（ドラマ部門） | ラウル・ジュリア       | ノミネート |
| ゴールデングローブ賞         | 作品賞（ドラマ部門）     | --                     | ノミネート |
| ゴールデングローブ賞         | 助演女優賞               | ソニア・ブラガ         | ノミネート |
| ロサンゼルス映画批評家協会賞 | 主演男優賞               | ウィリアム・ハート     | 受賞       |